# Condado de Bryan (Oklahoma)
El condado de Bryan (en inglés: Bryan County), fundado en 1907, es un condado del estado estadounidense de Oklahoma. En el año 2000 tenía una población de 36.534 habitantes con una densidad de población de 16 personas por km². La sede del condado es Durant.

## Geografía
Según la oficina del censo el condado tiene una superficie total de 2443 km² (943,2 mi²), de los que 2354 km² (908,9 mi²) son tierra y 90 km² (34,7 mi²) (3,67%) son agua.

### Condados adyacentes
- Condado de Atoka - norte
- Condado de Choctaw - este
- Condado de Lamar - sureste
- Condado de Fannin - sur
- Condado de Grayson - suroeste
- Condado de Marshall - oeste
- Condado de Johnston - noroeste

### Principales carreteras y autopistas
- U.S. Autopista 69/U.S. Autopista 75
- U.S. Autopista 70
- Autopista estatal 48
- Autopista estatal 70E
- Autopista estatal 78
- Autopista estatal 91
- Autopista estatal 199

## Demografía
Según el censo del 2000 la renta per cápita media de los habitantes del condado era de 27.888 dólares y el ingreso medio de una familia era de 33.984 dólares. En el año 2000 los hombres tenían unos ingresos anuales 26.831 dólares frente a los 20.087 dólares que percibían las mujeres. El ingreso por habitante era de 14.217 dólares y alrededor de un 18,40% de la población estaba bajo el umbral de pobreza nacional.

## Ciudades y pueblos
- Achille
- Armstrong
- Bennington
- Bokchito
- Caddo
- Calera
- Cartwright
- Colbert
- Durant
- Hendrix
- Kemp
- Kenefic
- Mead
- Platter
- Silo